# Jukka Keskisalo
Jukka Keskisalo (ur. 20 grudnia 1981 w Varkaus) – fiński lekkoatleta, specjalizujący się w biegu na 3000 metrów z przeszkodami.
W 2006 został wybrany sportowcem roku w Finlandii.
W 2012 zakończył karierę sportową.

## Osiągnięcia
- brązowy medal młodzieżowych mistrzostw Europy (Bydgoszcz 2003)
- złoto mistrzostw Europy (Göteborg 2006)
- 4. miejsce podczas pucharu świata (Ateny 2006)

Nie ukończył biegu finałowego podczas igrzysk olimpijskich w Londynie (2012).

## Rekordy życiowe
- bieg na 3000 metrów z przeszkodami – 8:10,67 (2009)
- bieg na 2000 metrów – 5:00,32 (2009) rekord Finlandii, najlepszy wynik na świecie w 2009